# Джихат Кямил
Джихат Кямил е български футболист от турски произход, играе като полузащитник.

## Кариера
Шампион на страната с ЦСКА (София) през сезон 2007 – 08 г. Шампион на „Б“ Източна футболна група с „Етър 1924“ и печели промоция за А група-сезон 2011 – 12 г. През сезон 2015 – 16 е капитан на отбора и става шампион с отбора на Етър (Велико Търново) на Северозападната В футболна група и се изкачва във Втора професионална лига, а през следващия сезон 2016 – 17 отново печели промоция за Втора професионална лига с „Етър“ (Велико Търново) и печели промоция за Първа професионална лига. През същата година печели награда за най-добър играч на сезона в отбора на Етър.